# Лятно тръшване (1997)
Лятно тръшване (1997) (на английски: SummerSlam) е десетото годишно pay-per-view събитие от поредицата Лятно тръшване, продуцирано от Световната федерация по кеч (WWF). Събитието се провежда на 3 август 1997 г. в Ийст Ръдърфорд, Ню Джърси.

## Обща информация
Представеното съперничество в събитието включва Световния шампион в тежка категория на WWF Гробаря и Брет Харт. На 7 юли 1997 г. епизода на Първична сила в Едмънтън, Албърта, Канада – Харт е обявен за претендент номер 1 за Световната титла в тежка категория на WWF. В интервю с Винс Макмеън Харт казва, че ако не спечели титлата на Лятно тръшване, няма да се бие повече на американска земя.
По време на мачa за Интерконтиненталната титла, Оуен Харт прави бочнат пайлдрайвър, който временно парализира Остин и му оставя трайни проблеми с врата, принуждавайки го да се пенсионира на 38-годишна възраст през 2003 г. Остин оттогава заявява, че шията му е в добра форма и не чувства болка след успешна операция през 2000 г. Травмата е източник на задкулисен конфликт между двамата мъже, но Остин в крайна сметка прощава на Харт и му отдава почит в Първична сила на следващата нощ, след като Харт загива на събитието На ръба (1999).

## Резултати
| №                                         | Резултати | Правила                                                                                               | Време |
| ----------------------------------------- | --- | --- | ----- |
| 1                                         | Менкайнд побеждава Хънтър Хърст Хелмсли (с Чайна) излизайки от клетката                                                                            | Мач в Стоманена клетка                                                                                | 16:13 |
| 2                                         | Златен прах (с Марлена) поб. Брайън Пилман | Индивидуален мач                                                                                      | 07:17 |
| 3                                         | Легионът на смъртта (Животното и Ястреба) поб. Годуин (Хенри O. Годуин и Финиъс И. Годуин)                                                         | Отборен мач                                                                                           | 09:15 |
| 4                                         | Британския Булдог (ш) поб. Кен Шамрок чрез дисквалификация                                                                                         | Индивидуален мач за Европейската титла на WWF                                                         | 07:29 |
| 5                                         | Лос Бурикос (Хесус Кастийо, Жозе Естрада младши, Мигел Перес младши и Савио Вега) поб. Последователите на апокалипсиса (8-Бол, Чейнз, Кръш и Скъл) | Осморен отборен мач                                                                                   | 09:08 |
| 6                                         | Ледения Стив Остин поб. Оуен Харт (ш) | Индивидуален мач за Интерконтиненталната титла на WWF                                                 | 16:16 |
| 7                                         | Брет Харт поб. Гробаря (ш) | Индивидуален мач за Световната титла в тежка категория на WWF с Шон Майкълс като специален гост съдия | 28:10 |
| - (ш) – указва шампиона/шампионите в мача | | |       |